# Motion Picture Association
Motion Picture Association (MPA) е търговска асоциация, която защитава интересите на кинематографската индустрия в САЩ. Членовете ѝ включват петте най-големи холивудски студия – „Парамаунт Пикчърс“, „Сони Пикчърс“, „Уолт Дисни Студиос“, „Уорнър Брос“ и „Юнивърсъл Студиос“, както и услугата за видео стрийминг „Нетфликс“.

## История
МРА е основана през 1922 г. като Асоциация на американските филмови продуценти и дистрибутори (на английски: Motion Picture Producers and Distributors of America) с цел да осигури жизнеността и устойчивостта на американската филмова индустрия. През 1945 г. се преименува на Филмова асоциация на Америка (на английски: Motion Picture Association of America), както се нарича до 2019 г.
Централата на MPA се намира във Вашингтон, САЩ, а има офиси и в Брюксел (Белгия), Ню Делхи (Индия), Рио де Жанейро (Бразилия), Сингапур, Мексико, Торонто (Канада) и Джакарта (Индонезия).

## Категоризиране на филми
Сред дейностите на MPA е и даването на категории на филмите в САЩ съгласно това за каква публика са подходящи. Оценките на МРА не са правно обвързващи.
Всяка категория има свой буквен код, оформен във филма като лого със съпровождащ надпис:
| Означение / Текст                                                                            | Значение                                                                                           |
| -------------------------------------------------------------------------------------------- | -------------------------------------------------------------------------------------------------- |
| G – General Audiences All ages admitted.                                                     | Без ограничение. Допускат се зрители от всички възрасти.                                           |
| PG – Parental guidance suggested Some material may not be suitable for children.             | Препоръчва се родителски надзор Част от материала може да не е подходяща за деца.                  |
| PG-13 – Parents strongly cautioned Some material may be inappropriate for children under 13. | Силно предупреждение за родителите Част от материала може да не е подходяща за деца под 13 години. |
| R – Restricted Under 17 requires accompanying parent or adult guardian.                      | Ограничен (достъп) (Лица) под 17 години се изисква да се придружават от родител или (настойник?).  |
| NC-17 No one 17 and under admitted.                                                          | Не се допускат (лица на) 17 години и по-млади.                                                     |

Съществува и още една възможност – филмът да не е оценен или защото никога не е предлаган за оценяване, или заради това, че MPAA все още не е определила категорията му.
Предоставянето на филм за преценка на MPA не е задължително. Няма закон, които да принуди разпространителите на даден филми да се допитат до MPAA за оценката му.

## Членове на MPA
- Netflix, Inc.

- Paramount Pictures Corporation
- Sony Pictures Entertainment Inc.
- Universal City Studios LLC
- Walt Disney Studios
- Warner Bros. Entertainment Inc.

## Международна дейност
MPA оказва натиск върху властите в различни страни, за да извършват действия в защита на авторските права на нейните членове.
Международните офиси на MPA са:
- MPA Canada (The Canadian Motion Picture Distributors Association, CMPDA) за територията на Канада,
- MPA EMA за Европа, Близкия изток и Африка: MPA си сътрудничи с Европейската общност за засилване на контрола върху разпространението на съдържание в нарушение на авторското право,
- MPA Asia and Pacific: има програма срещу разпространението на съдържание в нарушение на авторското право в 14 азиатски държави.
- MPA Latin America: има програма срещу разпространението на съдържание в нарушение на авторското право в 2 южноамерикански държави.